# Dritan
Dritan oder Driton ist ein albanischer männlicher Vorname, der sich vom albanischen Wort dritë ableitet und „Licht“ bedeutet.

## Namensträger
- Dritan Abazović (* 1985), albanisch-montenegrinischer Politiker
- Dritan Babamusta (* 1981), albanischer Fußballspieler
- Dritan Baholli (* 1974), albanischer Trainer und Fußballspieler.
- Dritan Dajti (* 1981), albanischer Verbrecher
- Dritan Hoxha (1968–2008), albanischer Geschäftsmann
- Dritan Mehmeti (* 1980), albanischer Fußballspieler
- Dritan Resuli (* 1976), albanischer Fußballmanager
- Dritan Smajli (* 1985), albanischer Fußballspieler
- Dritan Stafsula (* 1981), albanischer Fußballspieler
- Driton Camaj (* 1997), albanisch-montenegrinischer Fußballspieler
- Driton Dovolani (* 1973), albanisch-amerikanischer Tänzer
- Driton Sadiku (* 1982), deutsch-kosovarischer Drehbuchautor
- Driton Selmanaj (* 1979), kosovo-albanischer Politiker